# Europa Europa (canal de televisión)
Europa Europa es un canal de televisión por suscripción americano de origen argentino, dedicado exclusivamente al cine y series de televisión de producción europea. El canal es actualmente propiedad de AMC Networks International y operado por la misma empresa.

## Historia
El canal inició sus transmisiones el 1 de octubre de 2001, reemplazando al canal Cineplaneta, mediante un esfuerzo conjunto entre Pramer y Zone Vision Group; las dos empresas se hacían cargo de la programación, la venta de publicidad, al tiempo que Pramer se encargaba de la distribución y de la comercialización para sistemas de televisión paga del canal en América Latina.
En 2007, Liberty Global (empresa madre de Pramer) adquirió la totalidad de Europa Europa, que hasta entonces era propiedad compartida con la empresa Zonemedia (ex Zone Vision).
En 2013, el canal pasó a ser parte del portafolio de canales de Chello Latin America, cuando Pramer cambia de nombre al fusionarse con MGM Latin America. El 8 de julio de 2014 finalmente pasa a manos de AMC Networks, cuando ésta adquiere Chello Latin America.

## Bloques de programación
- La película del mes: Dedicado a la película estelar del mes
- NeuRopa: Dedicado al cine europeo actual.
- Leading Ladies: Dedicado a las mujeres
- Libros en 35 mm: Dedicado a las películas basadas en adaptaciones de libros
- Homenaje: Dedicado a grandes realizadores de cine europeo
- Series: Dedicado a series y miniseries.